# Mapa temático

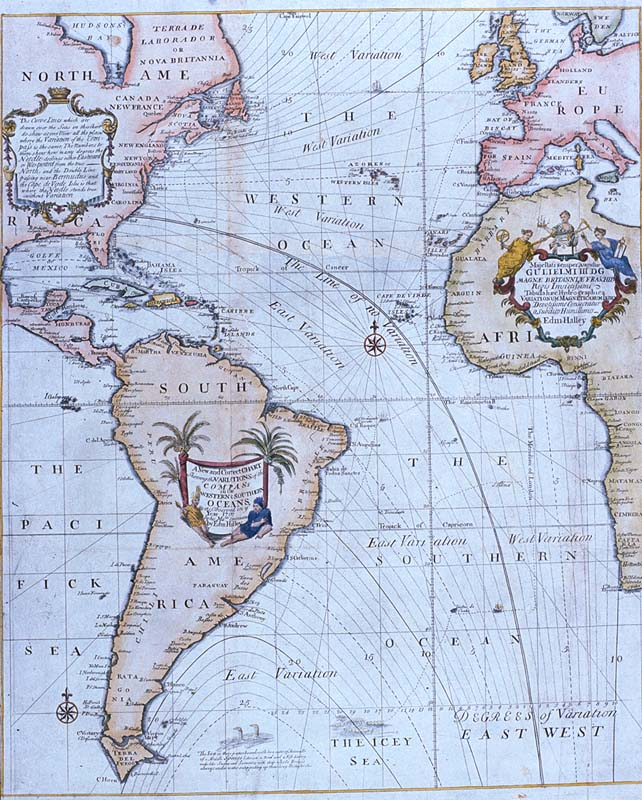
New and Correct Chart Shewing the Variations of the Compass (de Edmond Halley, 1701), o primeiro mapa que representa isolinhas de declinação magnética.

Um mapa temático é um mapa baseado numa carta topográfica que representa qualquer fenómeno geográfico da superfície terrestre. Um mapa temático tem sempre objetivos relacionados com a exposição da relação, densidade ou variação espacial de objetos reais ou grandezas estatísticas. Para representar variáveis numéricas utiliza-se todo o tipo de simbologia ou recursos visuais, como superfícies de várias cores ou tramas (coropletos), setas para indicar o movimento de um fenómeno (fluxos - por vezes com espessura proporcional à sua magnitude), traçado de linhas que unem pontos de igual valor (isolinhas), círculos ou símbolos de dimensão proporcional ao valor numérico, ou mesmo mapas deformados para que cada unidade geográfica se represente com um tamanho proporcional ao seu valor numérico (cartogramas ou mapas anamórficos).